# Botlhatlogo
Botlhatlogo é uma vila localizada no Distrito do Noroeste em Botswana. Possuía, em 2011, uma população estimada de 555 habitantes.